# Movimento Liberal Social
De Liberaal Sociale Beweging (Movimento Liberal Social) is een sociaal-liberale beweging die op termijn een sociaal-liberale partij wil vormen in Portugal.
De Liberaal Sociale Beweging (afgekort MLS) is opgericht in 2005 en heeft als doel het sociaalliberalisme te bevorderen in Portugal. De beweging is een platform van mensen die geloven dat het oude links-rechts dogma niet meer werkt. MLS is ideologisch sterk verwant met de Partij van Europese Liberaal Democraten en Radicalen.

## Beginselverklaring
Een aantal speerpunten van de MLS:
- Het individu is soeverein: zij heeft het recht op vrijheid en het nastreven van geluk
- Een rechtvaardige samenleving, waar een ieder vrijelijk zijn talenten kan aanwenden en zichzelf kan ontplooien, vrij van dwang in een omgeving van solidariteit en respect
- Gelijkwaardigheid voor de wet, met respect voor verscheidenheid
- Een kleine overheid die de individu en de samenleving beschermt, evenals eigendom, rechtvaardigheid, sociale zekerheid en gezondheidszorg, hoogstaand onderwijs en bescherming van cultuur en milieu
- Een gereguleerde vrijemarkteconomie.

## Standpunten
De MLS streeft naar:
- Verdere Europese integratie, met versterking van het Europees Parlement en behoud van subsidiariteit
- Verlaging van belastingen
- Beleid dat innovatie en privaat initiatief stimuleert
- Bescherming van het milieu
- Persoonlijke vrijheden, door middel van legalisering van softdrugs, abortus, euthanasie, openstelling van het huwelijk voor homoseksuelen, legalisering van prostitutie en andere vrijmaking van het individu van sociale controle
- Militair ingrijpen als laatste redmiddel beschouwen
- Strikte scheiding van Kerk en staat
- Hoogwaardig en toegankelijk onderwijs
- Sociale zekerheid die bescherming biedt tegen inkomensverlies, zonder passiviteit te stimuleren
- Verbetering van het justitiële apparaat
- Verbod op alle vormen van discriminatie op grond van ras, huidskleur, religie, politieke overtuiging, seksuele oriëntatie of geslacht